# Gregorio Di Leo
Gregorio Di Leo, detto Grillo (Palermo, 12 luglio 1983), è un kickboxer italiano, campione del Mondo W.A.K.O. di Kickboxing (Point Fight).

## Biografia
Di Leo è nato il 12 luglio 1983 a Palermo. È laureato di Psicologia Sociale e del Lavoro presso l’Università di Padova,  detiene un executive program presso la Wharton Business School, un Master in Psicologia dello Sport. È un coach formato presso il Coaching Training Institute (CTI) a Londra.

## Carriera Sportiva
Dal 1995 al 2011 ha combattuto in W.A.K.O. sia nella categoria -69 kg che nella 74 kg.
- quattro volte Campione del Mondo[3][4]
  - Parigi, 2003[5]
  - Segez, 2005
  - Coimbra, 2007
  - Lignano, 2009 Kg 74
- due volte Campione Europeo
  - Maribor, 2004
  - Lisbona, 2005

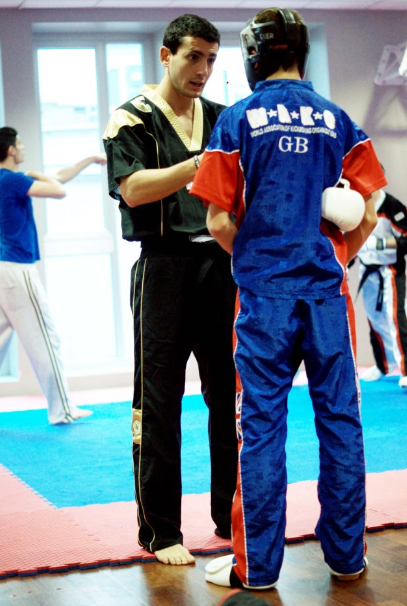

- 1 volta campione del mondo a squadre Dublino 2011.
- 1 volta campione ai World Combat Games nella categoria 74 kg.

Insieme a Roberto Belotti ha vinto la gara a squadre degli (Amerikick International, Atlantic City, 2005) ed è l'unico atleta europeo ad avere vinto una gara nel Centro America (Città del Guatemala, Great Maya Challange, 2006). Attualmente unico atleta ancora in attività ad avere vinto quattro titoli mondiali consecutivi.
Si è formato nel club Aikya, a Palermo, sotto la guida di Gianpaolo Calajò, già campione mondiale.
Nello stesso anno ha vinto gli sport combat games a Pechino nella categoria 74 kg.

## Palmarès
- Campione del Mondo Lignano Sabbiadoro 2009 W.A.K.O. -74 kg
- Campione del Mondo Coimbra 2007 W.A.K.O. -69 kg
- Campione Europeo Lisbona 2006 W.A.K.O -69 kg
- Vincitore Golden Belt 2005 W.A.K.O -69 kg
- Campione del Mondo Szeged 2005 W.A.K.O -69 kg
- Campione Europeo Maribor 2004 W.A.K.O -69 kg
- Vincitore Italian Open 2004 W.A.K.O -69 kg
- Campione del Mondo Parigi 2003 W.A.K.O -69 kg
- 1 volta vincitore Irish Open Dublino 2002 –69 kg
- 6 volte vincitore Coppa del Mondo Piacenza W.A.K.O
- 3 volte vincitore Coppa del Mondo Piacenza W.A.K.O gara a squadre
- 1 volta vincitore della categoria open della Coppa del Mondo Piacenza 2003 W.A.K.O
- 5 volte Campione Italiano W.A.K.O
- Campione Europeo Professionisti in carica W.A.K.O -69 kg
- Vincitore Amerikick International, gara a squadre, Atlantic City